# Стрекалово (Нижегородская область)
Стрекалово — деревня в Городецком районе Нижегородской области. Входит в состав Бриляковского сельсовета.

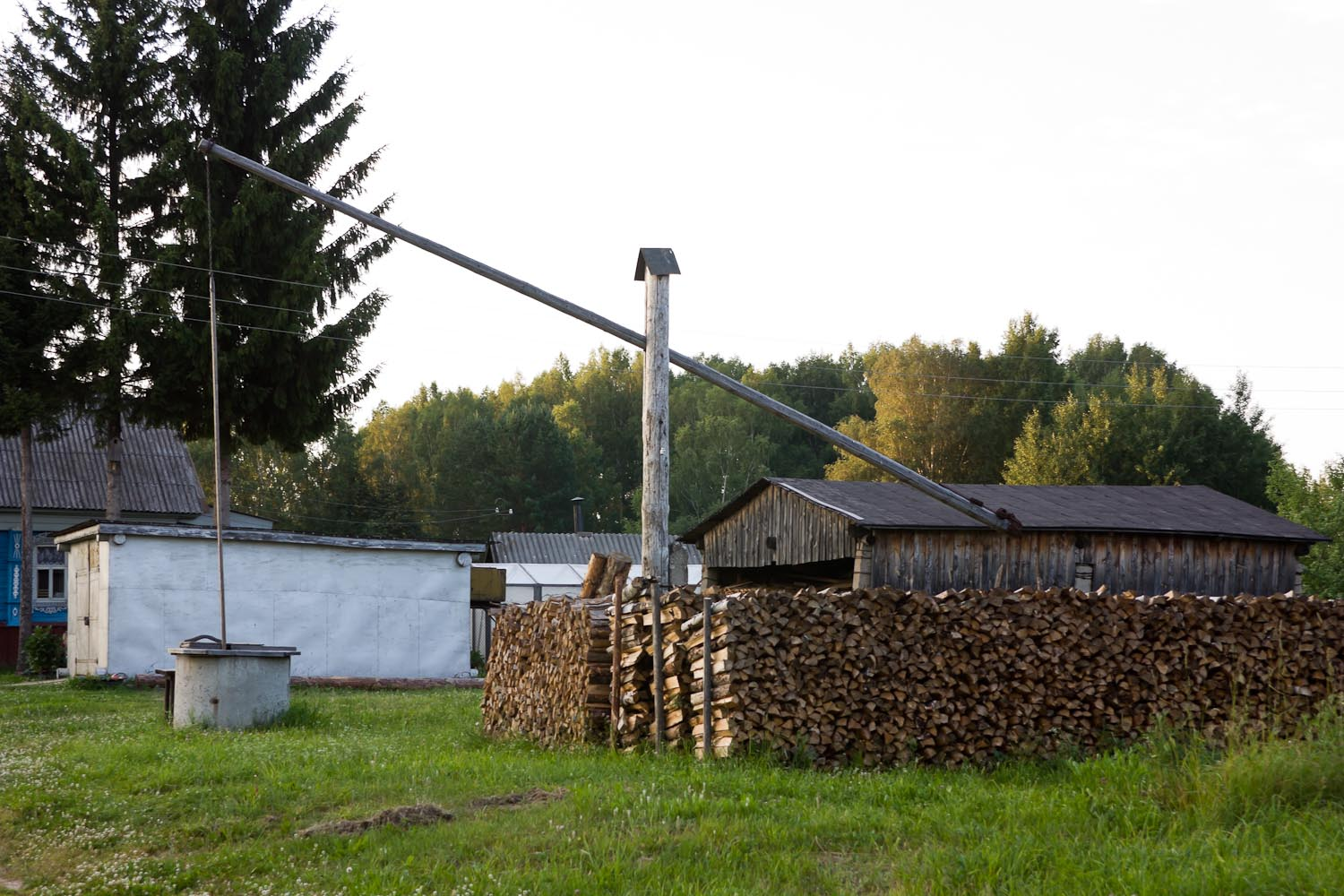
Колодец-«журавль»

| 2002 | 2010 |
| ---- | ---- |
| 22   | ↘21  |